# Mircea Roșca
Mircea Roșca (n. 25 februarie 1974, Comarnic, Prahova, România) este un politician român, deputat în Parlamentul României în mandatul 2020-2024. Acesta a mai ocupat o dată funcția de deputat între 2012-2016

## Controverse
În anul 2014 Mircea Roșca a fost acuzat de procurorii DNA de trafic de influență în formă contiunuată și instigarea la abuz în serviciu. Pe 18 noiembrie 2014 Camera Deputaților a încuviințat cererea de arestare iar Mircea Roșca a fost arestat preventiv. 
Pe 16 februarie 2015 Mircea Roșca a fost trimis în judecată în acest dosar.
Pe 22 aprilie 2024 Înalta Curte de Casație și Justiție a dispus încetarea procesului penal ca urmare a intervenirii prescripției răspunderii penale față de Mircea Roșca în acest dosar.